# Capelan al Sanctității Sale

Stema generică a unui capelan al Sanctităţii Sale în conformitate cu Regulamentul tehnic heraldic nr. 652 din 7 iunie 1943

Capelan al Sanctității Sale (în latină Capellanus Sanctitatis Suae) este un titlu onorific, care poate fi acordat unui preot catolic de către Papă. În general, el este atribuit la solicitarea episcopului unei dieceze pentru preoții considerați merituoși, deși foarte rar, dar nu la fel de rar ca titlul similar de prelat de onoare al Sanctității Sale.
Papa Francisc a limitat în anul 2014 acordarea acestui titlu la preoții diecezani în vârstă de peste 65 de ani. Papa Francisc a motivat această decizie ca o măsură împotriva carierierismului clerical, care se răspândește „ca un cancer”.

## Termeni
Conform unei definiții din epocă, termenul capelan se referă la un preot „care oficiază într-o capelă și fără plată; preot care asistă bolnavi sau își exercită misiunea în spitale, în penitenciare, etc.”.
Completarea al Sanctității Sale identifică prelatul care a primit titlul onorific pontifical. „Istruzione sul conferimento di Onorificenze pontificie” promulgat de Secretariatul de Stat al Vaticanului la 13 mai 2001 prevede că titlul poate fi acordat preoților din clerul secular care au cel puțin 35 de ani și 5 ani de preoție (10 pentru clerul din serviciul diplomatic al Sfântului Scaun și pentru funcționarii din Curia Romană). Pentru fiecare dieceză, numărul total de Monseniori nu trebuie să depășească 10% din numărul membrilor clerului. Este o practică comună atribuirea acestui titlu către preoții foarte bătrâni sau cu merite deosebite; nu de puține ori, în trecut, a fost acordat și preoților cu origini nobile.

## Acordarea titlului
În conformitate cu scrisoarea în formă motu proprio Pontificalis Domus din 28 martie 1968, acei preoți care aveau anterior titlul de camerier secret supranumerar (în latină Supernumerarius Camerarius privatus) au continuat să facă parte din Casa Pontificală, sub noul nume de capelani ai Sanctității Sale. Rangurile inferioare ale camerierilor secreți (camerieri onorifici cu veșmânt violet, camerieri extra Urbem, capelani secreți onorifici și camerieri onorifici extra Urbem) au fost abolite.
Originea lor datează din vremea papei Urban al VIII-lea (1623-1644). Serviciilor lor nu mai sunt remunerate începând din timpul pontificatului papei Pius al VI-lea (1775-1799). Documentul de numire a lor, acordat de obicei la cererea episcopului lor, este emis de către Secretariatul de Stat.
Membrii capitului unei biserici din Roma și ai catedralei din Lodi poartă acest titlu durante munere (adică în timp ce dețin acea însărcinare).
Titlul nu mai expiră, dar necesită reînnoire la moartea papei care l-a acordat.

## Deosebirea față de ceilalți preoți
Lor li se adresează cu formula de Monsenior și au anumite privilegii, precum și niște veșminte ecleziastice distincte de ale celorlalți preoți.
Veșmintele folosite de capelanii Sanctității Sale sunt prevăzute în Instrucțiunea  Secretariatului de Stat „Ut sive sollicite” cu privire la veșmintele, titlurile și însemnele cardinalilor, episcopilor și prelaților minori, promulgată la 31 martie 1969 sub semnătura cardinalului Amleto Giovanni Cicognani din cadrul  Secretariatului de Stat al Vaticanului .
Capelanii Sanctității Sale poartă atât veșminte pentru slujbă, cât și sutană neagră cu capse, butoni, margini și căptușeală de culoare mov și brâu de mătase purpurie. Au fost eliminate din uz sutana mov, mantaua violetă, brâul cu franjuri și cataramele de pe pantofi, precum și panglica violetă de pe pălăria neagră.